# Madhav Kumar Nepal
Madhav Kumar Nepal (माधव कुमार नेपाल - Mādhava Kumāra Nepāla; Rautahat, 6 marzo 1953) è un politico nepalese.
È stato leader del Partito Comunista del Nepal (Unificato Marxista-Leninista), carica da cui si è dimesso dopo la sconfitta elettorale del 10 aprile 2008.
Ha ricoperto la carica di vice primo ministro per nove mesi nel 1994, guidando un governo di minoranza.  Per lungo tempo è stato capo dell'opposizione ai governi moderati del Partito del Congresso Nepalese. Ha trascorso diversi periodi in carcere (nel 2001) e agli arresti domiciliari (nel 2005) durante le diverse crisi politiche hanno caratterizzato il passato recente del Paese asiatico.
Il 24 maggio 2009 è stato eletto Primo ministro da parte dell'Assemblea Costituente nepalese con 358 voti su 601. Il 25 maggio ha prestato giuramento.